# Tipula fultonensis
Tipula fultonensis är en tvåvingeart som beskrevs av Alexander 1918. Tipula fultonensis ingår i släktet Tipula och familjen storharkrankar. Inga underarter finns listade i Catalogue of Life.